# 著作隣接権
著作隣接権（ちょさくりんせつけん、仏: droits voisins 、英: related rights 、独: Verwandte Schutzrechte ）とは、著作物の創作者ではないがその流布に貢献のある者に対して契約に基づかずに与えられる法律上の利益の総体をいう。著作隣接権の保護範囲は、法域ごとにばらつきが大きく、権利の外縁を特定することは困難であるが、実演家（歌手、俳優、声優など）の実演は、立法例の多くで保護の対象となっている。これに対して、本の出版は、言語や美術の著作物の創作と並んで古くから保護の対象とされてきたことから、著作隣接権に含ませない立法例が多い。

## 著作隣接権の起源
日本において、実演家の実演を保護する必要性が意識され始めたきっかけとしては、桃中軒雲右衛門事件（大審院大正3(1914)年(れ)第233号同年7月4日第三刑事部判決・刑録20輯1360頁）が有名である。
浪曲師である雲右衛門は、歴史上の人物に関する浪曲を録音してレコードを製作し、著作権を私訴原告に譲渡した。被告人らは、このレコードを複製して販売したため、著作権侵害の罪により起訴されるとともに、私訴原告から損害賠償を請求された。大審院は、被告人らの行為は正義の観念に反するが著作権侵害には当たらないと述べ、被告人らを無罪とし、私訴原告の請求を棄却した。大審院は、次のとおり説明する。すなわち、著作権法（被告人らが複製をした当時のもの。）にいう「美術の著作物」には、音楽の著作物が含まれる。音楽の新旋律は、演奏によって作曲することもでき、楽譜の作成は必須ではない。しかし、音楽の著作物というためには、新旋律がいつでもどこでも再演奏できる程度に熟していなければならない。録音は再演奏ではなく、単なる複製である。問題となった雲右衛門の浪曲は、新旋律を含むが、楽譜が作成されたという証拠がなく、雲右衛門が再演奏可能であるという証拠もないので、音楽の著作物と認めることができない。著作物でない音楽を複製しても、著作権侵害には当たらない。
大審院も自認するとおり、この結論に違和感を持つ学者や有識者は多かった。この事件がきっかけとなって大正9(1920年)に著作権法が改正され、「演奏歌唱」が著作物として例示されるとともに、音を機械的に複製する機器に他人の著作物を「写調」する者は偽作者とみなされることになった。

## 規定
各の国では著作隣接権を以下にて規定されている。
- 日本では著作権法第4章（89条 - 104条）に規定。
- フランスでは知的所有権法典に関する1992年7月1日の法律第1部第2編（211の1条 - 217の3条）に規定。
- ドイツでは1965年9月9日の著作権及び著作隣接権に関する法律第2章（70条 - 87e条）に規定。

他方、アメリカの著作権法が収録された合衆国法典第17編には「著作隣接権」と銘打った一節はない。国際条約としては、実演家、レコード製作者及び放送機関の保護に関する国際条約（略称：実演家等保護条約、ローマ条約など）と許諾を得ないレコードの複製からのレコード製作者の保護に関する条約（略称：レコード保護条約など）とが重要である。